# Tobias Haitz
Tobias Haitz (Stolberg, 12 februari 1992) is een Duits voormalig voetballer die bij voorkeur als verdediger speelde. Hij kwam uit voor Bayer 04 Leverkusen II, N.E.C., FC Viktoria Köln 1904, Alemannia Aachen en Sportfreunde Lotte.

## Carrière

### Bayer Leverkusen
Haitz begon bij Bayer 04 Leverkusen waar hij met het tweede team in de Regionalliga West speelde en aanvoerder was. Hij speelde drie seizoenen met het tweede team en kwam daarin tot 54 wedstrijden en drie doelpunten. 

### N.E.C.
In 2013 werd hij door N.E.C. gecontracteerd. Hij debuteerde in de Eredivisie op 24 augustus 2013 als basisspeler in de thuiswedstrijd tegen RKC Waalwijk. Met de club degradeerde hij dat seizoen. Op 3 april 2015 werd Haitz kampioen van de Jupiler League met N.E.C. Hij speelde 27 wedstrijden voor de Nijmegenaren en scoorde daarin drie keer.

### Terug naar Duitsland
Op 8 juni 2015 werd bekend dat Haitz transfervrij overstapte naar FC Viktoria Köln 1904, op dat moment uitkomend in de Regionalliga West. In 2016 ging hij naar Alemannia Aachen. In januari 2017 liet hij zijn contract ontbinden waarna hij voor Sportfreunde Lotte in de 3. Liga ging spelen. Voor die club zou hij echter nooit in actie komen en op 2 mei 2018 kondigde Haitz aan dat hij zijn profloopbaan vanwege blessures beëindigd had.
Hij sloot begin 2019 aan bij amateurclub SG Stolberg uit zijn geboorteplaats waarmee hij enkele maanden later van de Kreisliga naar de Bezirksliga promoveerde. In 2021 ging hij op datzelfde niveau voor TSV Solingen spelen. Daarnaast traint hij het vrouwenteam van SV Rosellen. Haitz nam in 2022 deel aan het wk minivoetbal waar Duitsland als vierde eindigde.

## Clubstatistieken
| Seizoen | Club                   | Competitie        | Competitie | Competitie | Beker | Beker | Totaal | Totaal |
| Seizoen | Club                   | Competitie        | Wed.       | Dlp.       | Wed.  | Dlp.  | Wed.   | Dlp.   |
| ------- | ---------------------- | ----------------- | ---------- | ---------- | ----- | ----- | ------ | ------ |
| 2010/11 | Bayer 04 Leverkusen II | Regionalliga West | 10         | 0          | 0     | 0     | 10     | 0      |
| 2011/12 | Bayer 04 Leverkusen II | Regionalliga West | 25         | 1          | 0     | 0     | 25     | 1      |
| 2012/13 | Bayer 04 Leverkusen II | Regionalliga West | 19         | 2          | 0     | 0     | 19     | 2      |
| 2013/14 | N.E.C.                 | Eredivisie        | 10         | 0          | 1     | 0     | 11     | 1      |
| 2014/15 | N.E.C.                 | Eerste divisie    | 14         | 0          | 2     | 0     | 16     | 2      |
| 2015/16 | Viktoria Köln          | Regionalliga West | 15         | 1          | 2     | 1     | 17     | 2      |
| 2016/17 | Alemannia Aachen       | Regionalliga West | 18         | 2          | 1     | 0     | 19     | 2      |
| 2016/17 | Sportfreunde Lotte     | 3. Liga           | 0          | 0          | 0     | 0     | 0      | 0      |
| 2017/18 | Sportfreunde Lotte     | 3. Liga           | 0          | 0          | 0     | 0     | 0      | 0      |
| Totaal  | Totaal                 | Totaal            | 111        | 6          | 6     | 1     | 117    | 7      |

## Erelijst
N.E.C.
- Kampioen Eerste divisie

2014/15